# Liste der Monuments historiques in Bombon (Seine-et-Marne)
Die Liste der Monuments historiques in Bombon (Seine-et-Marne) führt die Monuments historiques in der französischen Gemeinde Bombon auf.

## Liste der Bauwerke
| Bezeichnung       | Beschreibung | Standort            | Kennzeichnung | Schutzstatus | Datum | Bild           |
| ----------------- | ------------ | ------------------- | ------------- | ------------ | ----- | -------------- |
| Schloss           |              | (Lage)              | PA00086824    | Inscrit      | 1949  | weitere Bilder |
| Kirche St-Germain |              | (Lage)              | PA00087334    | Inscrit      | 1990  | weitere Bilder |
| Festes Haus       |              | Les Époisses (Lage) | PA00086825    | Classé       | 1981  | weitere Bilder |

## Liste der Objekte

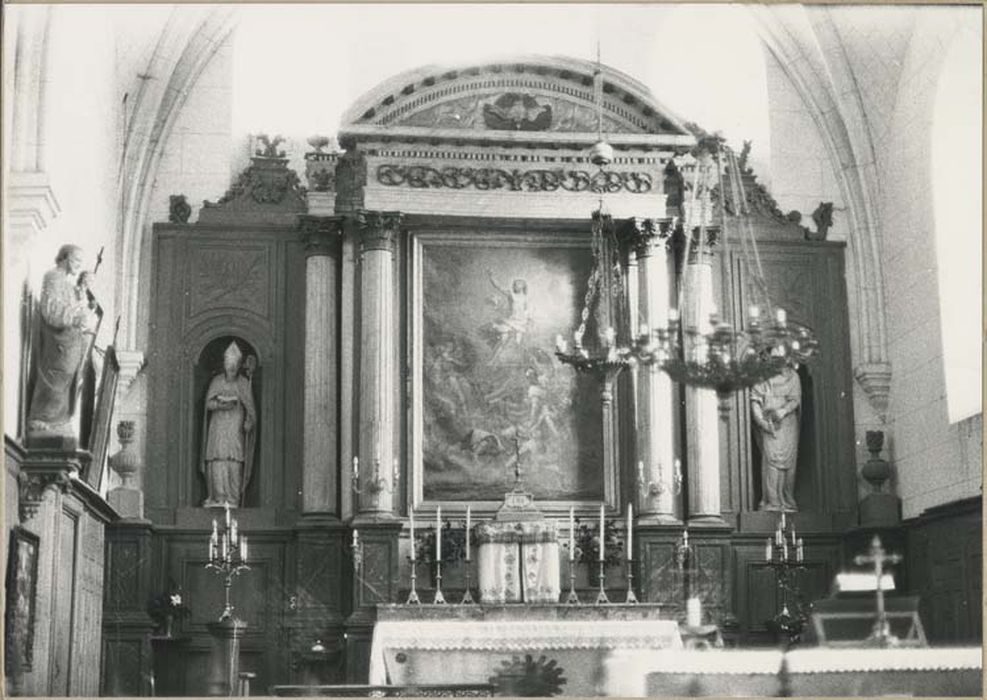
Hauptaltar (18./19. Jahrhundert) in der Kirche St-Germain

- Monuments historiques (Objekte) in Bombon (Seine-et-Marne) in der Base Palissy des französischen Kultusministeriums